# Aspazia Oțel Petrescu
Aspazia Oțel Petrescu (n. 9 decembrie 1923, Cotul Ostriței, România – d. 23 ianuarie 2018, Roman, Neamț, România) a fost o deținută politic și scriitoare română.

## Biografie
S-a născut pe 9 decembrie 1923 în comuna Cotul Ostriței, în casa bunicilor materni, fiind primul din cei doi copii ai învățătorilor Ioan și Maria Oțel.
Clasele primare le-a urmat în comuna Ghizdița comuna Fîntînița, iar prima parte a studiilor liceale le-a făcut la Liceul din Bălți, de unde a fost retrasă după un trimestru pe caz de boală. Și-a a continuat studiile la Liceul Ortodox de Fete «Elena Doamna» din Cernăuți. Ca urmare a înfrângerilor suferite de Armata Română în cel de Al Doilea Război Mondial și a retragerii acesteia din Bucovina de Nord, la 18 martie 1944, cursurile Liceului „Elena Doamna” din Cernăuți au fost întrerupte înainte ca elevii din anul terminal să-și poată susține examenul de absolvire. Aspazia Oțel și-a susținut bacalaureatul în vara anului 1944, la Orăștie, sub bombardamente.
În anul 1944 s-a înscris la Facultatea de Litere și Filosofie a Univerisității Babeș-Bolyai din Cluj. În timpul facultății, a ținut o conferință în cadrul Frăției Ortodoxe Române Studențești, cu lucrarea „Iisus în poezia română”. A fost una dintre elevele preferate ale poetului Lucian Blaga. Acesta a văzut potențialul ei și a încurajat-o să-și cultive talentul literar. Despre perioada studenției Aspazia Oțel mărturiseșteː „Nu ne-a fost ușor să ne încadrăm în viața universitară. Fiind refugiate din teritoriul ocupat de sovietici, eram mereu căutate de Comisia Aliată de Control pentru aplicarea art. 5 din Armistițiu. Cu o singură trăsătură de condei, numai pentru faptul că te-ai născut acolo, te puteai trezi în Siberia. Au fost naivi care au crezut că vor ajunge la casele lor și s-au anunțat de bună voie pentru repatriere. Chiar de la frontieră au luat drumul spre ghețurile eterne”.
Între anii 1946-1948 s-a angajat ca dactilografă la Centrul de Studii Transilvane condus de Silviu Dragomir.
A participat la manifestațiile studențești din 9 și 10 mai 1946, urmate de greva din căminul Avram Iancu. A fost arestată în plină sesiune de examene la 9 iulie 1948 și i s-a refuzat dreptul de a absolvi facultatea și de a susține examenul de stat. În memoriile sale scrieː „Am rămas cu examene nedate, nu mi-am luat niciodată licența. La eliberare nu mi s-au recunoscut examenele luate. Trebuia să refac toată facultatea.” Printre motivele arestării au fost apartenența la Cetățuie, organizație de tineret a femeilor din Mișcarea Legionară (similară Frățiilor de Cruce), din cadrul Liceul Ortodox de Fete „Elena Doamna” din Cernăuți. A fost condamnată la 10 ani de închisoare, executați la Mislea, Dumbrăveni și Miercurea Ciuc, apoi în 1958, în locul eliberării, a mai primit încă 4 ani de închisoare trecând prin Mislea, Jilava, Botoșani și Arad.
În 1958 s-a stabilit cu mama ei în orașul Roman, tatăl fiind decedat. În 1964 s-a căsătorit cu Ilie Alexandru Petrescu, căruia îi murise soția.
După decembrie 1989 a participat la comemorările mărturisitorilor din închisorile comuniste și a ținut ocazional cuvântări care au întărit credința multor tineri.
În 2007 a primit Premiul Fundației Culturale „Lucian Blaga” pentru creație literară – proză scurtă, în cadrul Festivalului Internațional Lucian Blaga, Lancrăm-Sebeș-Deva.

## Publicații
- Cu Hristos în Celulă (ediția a treia, revăzută), Editura Aeropag, București, 2018, ISBN: 978-606-9299-81-4
- Strigat-am către tine Doamne..., Editura Evdokimos, 2016, ISBN: 978-606-94244-0-7
- Adusu-mi-am aminte (ediția a doua), Editura Arsenie Boca, 2016, ISBN: 978-606-94182-3-9